# روري ألين
روري ألين (بالإنجليزية: Rory Allen)‏ (17 أكتوبر 1977 في المملكة المتحدة - ) هو لاعب كرة قدم بريطاني في مركز الهجوم. لعب مع توتنهام هوتسبير ونادي بورتسموث ونادي لوتون تاون.

## وصلات خارجية
- روري ألين على موقع قاعدة بيانات كرة القدم.إي يو (الإنجليزية)
- روري ألين على موقع Soccerbase.com (لاعب) (الإنجليزية)
- روري ألين على موقع عالم كرة القدم.نت (الإنجليزية)